# Elastyczność podaży
Elastyczność podaży jest miarą względnej zmiany wielkości podaży wywołanej względną zmianą określonego czynnika wpływającego na podaż. Informuje o wrażliwości wielkości podaży na zmiany czynników, które ją kształtują.
Elastyczność podaży jest dana wzorem:
{\displaystyle \epsilon _{xS}={\frac {\Delta S}{S}}:{\frac {\Delta x}{x}},}
gdzie:
{\displaystyle \epsilon _{xS}} – elastyczność podaży względem czynnika {\displaystyle x,}
{\displaystyle \Delta S} – przyrost podaży,
{\displaystyle S} – wielkość podaży,
{\displaystyle \Delta x} – przyrost czynnika {\displaystyle x,}
{\displaystyle x} – wartość czynnika {\displaystyle x.}
Jeśli {\displaystyle \left\vert \epsilon _{xS}\right\vert =\infty ,} wówczas mówimy, że podaż jest doskonale elastyczna, tj. każda zmiana wartości czynnika {\displaystyle x} powoduje znaczną zmianę wielkości podaży.
Jeśli {\displaystyle \left\vert \epsilon _{xS}\right\vert >1,} wówczas mówimy, że podaż jest elastyczna, tj. niewielka zmiana czynnika {\displaystyle x} kształtującego podaż skutkuje znaczną zmianą wielkości podaży.
Jeśli {\displaystyle \left\vert \epsilon _{xS}\right\vert =1,} wówczas mamy do czynienia z elastycznością jednostkową podaży (inne określenia: neutralna, wzorcowa, proporcjonalna), tj. względne zmiany wartości czynnika {\displaystyle x} odpowiadają takim samym względnym zmianom wielkości podaży.
Jeśli {\displaystyle \left\vert \epsilon _{xS}\right\vert } należy do przedziału (0,1), wówczas mówimy, że podaż jest nieelastyczna (sztywna), tj. nawet znacząca zmiana wartości czynnika {\displaystyle x} powoduje jedynie niewielkie zmiany wielkości podaży.
Jeżeli {\displaystyle \left\vert \epsilon _{xS}\right\vert =0,} wówczas mówimy, że podaż jest doskonale nieelastyczna (doskonale sztywna), tj. zmiany wartości czynnika {\displaystyle x} nie mają wpływu na wielkość podaży.
Czynniki wpływające na elastyczność podaży:
- warunki technologiczne określające produkcję,
- możliwości wykorzystania niezatrudnionych czynników,
- istnienie zapasów produktów,
- czas niezbędny do produkcji.

## Rodzaje elastyczności podaży
- cenowa elastyczność podaży